# Yumenornis huangi
Yumenornis huangi — викопний вид птахів, що існував у ранній крейді, 120 млн років тому. Скам'янілі рештки знайдені у відкладеннях формації Сягу у провінції Ганьсу на сході Китаю. Описаний у 2013 році командою китайських вчених у складі Ван Цзя-Мін, Цзінмай О'Коннор, Лі Да-Цін та Цзю Гай-Лу.

## Назва
Родова назва Yumenornis поєднує у собі назву китайського міста Юймень та грец. ὄρνις, що означає птах. Видова назва Y. huangi вшановує китайського палеонтолога Гуана Чжаочу з Інституту палеонтології хребетних і палеоантропології в Пекіні.

## Скам'янілості
Відомий лише з голотипу, який складається з часткового скелета без черепа (груднина, чотири ребра, ключиця, правий плечовий пояс і праве крило. Голотип, під номером (GSGM) -06-СМ-013 зберігається у Геологічному музеї Ганьсу.

## Опис
Yumenornis був розміром з голуба. Вага птаха оцінюється у 150 г.